# 斯特拉爾賈
斯特拉爾賈是保加利亞的城鎮，位於該國東南部，距離首府揚博爾17公里，由揚博爾州負責管轄，面積79.31平方公里，海拔高度139米，受大陸性氣候影響，2010年人口6,355，居民主要信奉東正教。

## 外部連結
- https://web.archive.org/web/20060103050226/http://www.straldja.net/

42°36′N 26°41′E / 42.600°N 26.683°E